# Callionymus erythraeus
Callionymus erythraeus is een straalvinnige vissensoort uit de familie van pitvissen (Callionymidae). De wetenschappelijke naam van de soort is voor het eerst geldig gepubliceerd in 1934 door Ninni.